# Stazione di Sartirana
Stazione di Sartirana vasútállomás Olaszországban, Lombardia régióban, Sartirana Lomellina településen.

## Vasútvonalak
Az állomást az alábbi vasútvonalak érintik:
- Novara–Alessandria-vasútvonal

## Kapcsolódó állomások
A vasútállomáshoz az alábbi állomások vannak a legközelebb:
- Stazione di Torreberetti
- Stazione di Valle Lomellina